# Fullsutten
Fullsutten ansågs, enligt en kunglig förordning 1864, den som med äganderätt eller åborätt innehade minst så stor hemmansdel att avkastningen gav möjligher till att betala full skatt. Genom kunglig förordning 1881 upphävdes detta minimum och klyvning medgavs till vilket hemmantal som helst och dessutom avsöndring till och med en femtedel av hemmanet.